# Saison 2021-2022 des Spurs de San Antonio
La saison 2021-2022 des Spurs de San Antonio est la 55e saison de la franchise et la 45e en National Basketball Association (NBA). C'est la 49e saison dans la région de San Antonio au Texas.  
Le 20 août 2021, la ligue annonce que la saison régulière démarre le 19 octobre 2021, avec un format typique de 82 matchs.  
La saison est doublement marquée par la sélection de Dejounte Murray au NBA All-Star Game 2022, ainsi que le record de Gregg Popovich, qui devient l'entraîneur le plus victorieux de l'histoire de la ligue.  
Le 5 avril 2022, la franchise se qualifie pour participer au play-in tournament des playoffs, pour la seconde saison consécutive. Nénamoins, l'équipe est éliminée par les Pelicans de La Nouvelle-Orléans. Les Spurs terminent la saison régulière à la 10e place de la conférence Ouest et la 4e place de leur division.

## Draft
| Tour | Choix | Joueur       | Poste | Nationalité | Provenance                |
| ---- | ----- | ------------ | ----- | ----------- | ------------------------- |
| 1    | 12    | Joshua Primo | SG    | Canada      | Crimson Tide de l'Alabama |
| 2    | 41    | Joe Wieskamp | SF    | États-Unis  | Hawkeyes de l'Iowa        |

## Matchs

### Summer League
| Summer League Total: 1-7 |

| Match | Date match | Équipe          | Score   | Meilleur marqueur  | Meilleur rebondeur | Meilleur passeur     | Lieux Spectateurs             | Série |
| ----- | ---------- | --------------- | ------- | ------------------ | ------------------ | -------------------- | ----------------------------- | ----- |
| 1     | 3 août     | Utah Jazz White | D 58-87 | Justin Turner (13) | Trois joueurs (7)  | Zach Norvell Jr. (3) | Vivint Smart Home Arena 2 695 | 0 - 1 |
| 2     | 4 août     | Utah Jazz Blue  | D 54-78 | Devin Vassell (14) | Devin Vassell (8)  | Primo, Renfro (2)    | Vivint Smart Home Arena 0     | 0 - 2 |
| 3     | 6 août     | Memphis         | D 77-82 | Devin Vassell (27) | Joe Wieskamp (10)  | Morris, Primo (3)    | Vivint Smart Home Arena 0     | 0 - 3 |

| Match | Date match | Équipe        | Score     | Meilleur marqueur  | Meilleur rebondeur     | Meilleur passeur    | Lieux                | Série |
| ----- | ---------- | ------------- | --------- | ------------------ | ---------------------- | ------------------- | -------------------- | ----- |
| 1     | 9 août     | Minnesota     | D 89-91   | Devin Vassell (23) | Labissière, Renfro (6) | Tre Jones (8)       | Cox Pavilion         | 0 - 1 |
| 2     | 10 août    | Chicago       | D 89-92   | Tre Jones (23)     | Nate Renfro (8)        | Malik Newman (4)    | Cox Pavilion         | 0 - 2 |
| 3     | 12 août    | Charlotte     | V 106-105 | Tre Jones (34)     | Tre Jones (8)          | Tre Jones (9)       | Cox Pavilion         | 1 - 2 |
| 4     | 15 août    | Brooklyn      | D 100-104 | Joshua Primo (21)  | Trois joueurs (6)      | Tre Jones (5)       | Thomas & Mack Center | 1 - 3 |
| 5     | 16 août    | Oklahoma City | D 91-116  | Trois joueurs (12) | Joe Wieskamp (7)       | Justin Robinson (4) | Cox Pavilion         | 1 - 4 |

### Pré-saison
| Pré-saison Total: 3-2 (Domicile : 2-1; Extérieur : 1-1) |

| Match | Date match | Équipe    | Score     | Meilleur marqueur    | Meilleur rebondeur | Meilleur passeur     | Lieux Spectateurs          | Série |
| ----- | ---------- | --------- | --------- | -------------------- | ------------------ | -------------------- | -------------------------- | ----- |
| 1     | 4 octobre  | Utah      | V 111-85  | Murray, Primo (17)   | Jakob Pöltl (10)   | Drew Eubanks (4)     | AT&T Center 10 174         | 1 - 0 |
| 2     | 6 octobre  | @ Détroit | D 105-115 | Bryn Forbes (20)     | Derrick White (9)  | Jakob Pöltl (5)      | Little Caesars Arena 5 424 | 1 - 1 |
| 3     | 8 octobre  | Miami     | D 105-109 | Keldon Johnson (23)  | Drew Eubanks (8)   | Dejounte Murray (6)  | AT&T Center 15 160         | 1 - 2 |
| 4     | 10 octobre | @ Orlando | V 101-100 | Dejounte Murray (18) | Jakob Pöltl (9)    | Lonnie Walker IV (5) | Amway Center 12 509        | 2 - 2 |
| 5     | 15 octobre | Houston   | V 126-98  | Murray, White (20)   | Drew Eubanks (9)   | Dejounte Murray (7)  | AT&T Center 17 676         | 3 - 2 |

### Saison régulière
| Saison régulière Total: 34-48 (Domicile : 16-25; Extérieur : 18-23) |

| Match | Date match | Équipe      | Score          | Meilleur marqueur    | Meilleur rebondeur  | Meilleur passeur     | Lieux Spectateurs               | Série |
| ----- | ---------- | ----------- | -------------- | -------------------- | ------------------- | -------------------- | ------------------------------- | ----- |
| 1     | 20 octobre | Orlando     | V 123-97       | Devin Vassell (19)   | Jakob Pöltl (13)    | Dejounte Murray (8)  | AT&T Center 16 697              | 1 - 0 |
| 2     | 22 octobre | @ Denver    | D 96-102       | Keldon Johnson (27)  | Dejounte Murray (9) | Derrick White (8)    | Ball Arena 19 520               | 1 - 1 |
| 3     | 23 octobre | Milwaukee   | D 111-121      | Doug McDermott (25)  | Dejounte Murray (9) | Derrick White (8)    | AT&T Center 14 353              | 1 - 2 |
| 4     | 26 octobre | L.A. Lakers | D 121-125 (OT) | Jakob Pöltl (27)     | Jakob Pöltl (14)    | Dejounte Murray (15) | AT&T Center 18 354              | 1 - 3 |
| 5     | 28 octobre | @ Dallas    | D 99-104       | Dejounte Murray (23) | Jakob Pöltl (13)    | Dejounte Murray (8)  | American Airlines Center 19 228 | 1 - 4 |
| 6     | 30 octobre | @ Milwaukee | V 102-93       | Dejounte Murray (23) | Keldon Johnson (11) | Dejounte Murray (9)  | Fiserv Forum 17 341             | 2 - 4 |

| Match | Date match   | Équipe          | Score     | Meilleur marqueur    | Meilleur rebondeur   | Meilleur passeur     | Lieux Spectateurs            | Série  |
| ----- | ------------ | --------------- | --------- | -------------------- | -------------------- | -------------------- | ---------------------------- | ------ |
| 7     | 1er novembre | @ Indiana       | D 118-131 | Dejounte Murray (16) | Keita Bates-Diop (7) | Derrick White (7)    | Gainbridge Fieldhouse 10 227 | 2 - 5  |
| 8     | 3 novembre   | Dallas          | D 108-109 | Dejounte Murray (23) | Dejounte Murray (9)  | Dejounte Murray (8)  | AT&T Center 16 356           | 2 - 6  |
| 9     | 5 novembre   | @ Orlando       | V 102-89  | Johnson, Murray (20) | Dejounte Murray (11) | Dejounte Murray (7)  | Amway Center 14 101          | 3 - 6  |
| 10    | 7 novembre   | @ Oklahoma City | D 94-99   | Keldon Johnson (22)  | Drew Eubanks (11)    | Dejounte Murray (9)  | Paycom Center 12 972         | 3 - 7  |
| 11    | 10 novembre  | Sacramento      | V 136-117 | Dejounte Murray (26) | Keldon Johnson (12)  | Thaddeus Young (8)   | AT&T Center 15 065           | 4 - 7  |
| 12    | 12 novembre  | Dallas          | D 109-123 | Devin Vassell (20)   | Keldon Johnson (9)   | White, Young (5)     | AT&T Center 13 425           | 4 - 8  |
| 13    | 14 novembre  | @ L.A. Lakers   | D 106-114 | Keldon Johnson (24)  | Dejounte Murray (10) | Dejounte Murray (10) | Staples Center 18 997        | 4 - 9  |
| 14    | 16 novembre  | @ L.A. Clippers | D 92-106  | Dejounte Murray (26) | Dejounte Murray (12) | Dejounte Murray (9)  | Staples Center 13 298        | 4 - 10 |
| 15    | 18 novembre  | @ Minnesota     | D 90-115  | Devin Vassell (18)   | Dejounte Murray (8)  | Murray, White (4)    | Target Center 13 572         | 4 - 11 |
| 16    | 22 novembre  | Phoenix         | D 111-115 | Derrick White (19)   | Dejounte Murray (10) | Dejounte Murray (11) | AT&T Center 14 715           | 4 - 12 |
| 17    | 24 novembre  | Atlanta         | D 106-124 | Bryn Forbes (23)     | Jakob Pöltl (10)     | Dejounte Murray (11) | AT&T Center 13 161           | 4 - 13 |
| 18    | 26 novembre  | Boston          | V 96-88   | Dejounte Murray (29) | Keldon Johnson (14)  | Derrick White (7)    | AT&T Center 15 360           | 5 - 13 |
| 19    | 29 novembre  | Washington      | V 116-99  | Derrick White (24)   | Jakob Pöltl (11)     | Dejounte Murray (8)  | AT&T Center 12 606           | 6 - 13 |

| Match | Date match  | Équipe              | Score     | Meilleur marqueur     | Meilleur rebondeur    | Meilleur passeur     | Lieux Spectateurs              | Série   |
| ----- | ----------- | ------------------- | --------- | --------------------- | --------------------- | -------------------- | ------------------------------ | ------- |
| 20    | 2 décembre  | @ Portland          | V 114-83  | Bryn Forbes (18)      | Jakob Pöltl (9)       | Dejounte Murray (13) | Moda Center 16 143             | 7 - 13  |
| 21    | 4 décembre  | @ Golden State      | V 112-107 | Derrick White (25)    | Dejounte Murray (12)  | Dejounte Murray (7)  | Chase Center 18 064            | 8 - 13  |
| 22    | 6 décembre  | @ Phoenix           | D 104-108 | Dejounte Murray (17)  | Jakob Pöltl (11)      | Dejounte Murray (14) | Footprint Center 15 292        | 8 - 14  |
| 23    | 7 décembre  | New York            | D 109-121 | Derrick White (26)    | Jakob Pöltl (8)       | Murray, White (7)    | AT&T Center 14 698             | 8 - 15  |
| 24    | 9 décembre  | Denver              | V 123-111 | Derrick White (23)    | Bates-Diop, Pöltl (9) | Dejounte Murray (9)  | AT&T Center 12 855             | 9 - 15  |
| 25    | 11 décembre | Denver              | D 112-127 | Lonnie Walker IV (16) | Tre Jones (9)         | Tre Jones (5)        | AT&T Center 14 607             | 9 - 16  |
| 26    | 12 décembre | La Nouvelle-Orléans | V 112-97  | Pöltl, White (24)     | Murray, Pöltl (12)    | Dejounte Murray (10) | AT&T Center 14 990             | 10 - 16 |
| 27    | 15 décembre | Charlotte           | D 115-131 | Bryn Forbes (25)      | Murray, White (6)     | Dejounte Murray (9)  | AT&T Center 14 354             | 10 - 17 |
| 28    | 17 décembre | @ Utah              | V 128-126 | Keldon Johnson (24)   | Dejounte Murray (11)  | Dejounte Murray (11) | Vivint Smart Home Arena 18 306 | 11 - 17 |
| 29    | 19 décembre | @ Sacramento        | D 114-121 | Dejounte Murray (25)  | Keldon Johnson (11)   | Dejounte Murray (9)  | Golden 1 Center 15 091         | 11 - 18 |
| 30    | 20 décembre | @ L.A. Clippers     | V 116-92  | Dejounte Murray (24)  | Johnson, Murray (12)  | Dejounte Murray (13) | Staples Center 18 096          | 12 - 18 |
| 31    | 23 décembre | @ L.A. Lakers       | V 138-110 | Keita Bates-Diop (30) | Keldon Johnson (10)   | Dejounte Murray (13) | Staples Center 18 997          | 13 - 18 |
| 32    | 26 décembre | Détroit             | V 144-109 | Keldon Johnson (27)   | Drew Eubanks (7)      | Tre Jones (11)       | AT&T Center 14 715             | 14 - 18 |
| 33    | 27 décembre | Utah                | D 104-110 | Derrick White (21)    | Jakob Pöltl (13)      | Derrick White (8)    | AT&T Center 16 255             | 14 - 19 |
| -     | 29 décembre | Miami               | Reporté   | Reporté               | Reporté               | Reporté              | AT&T Center                    | -       |
| 34    | 31 décembre | @ Memphis           | D 105-118 | Trois joueurs (15)    | Keita Bates-Diop (11) | Derrick White (9)    | FedExForum 15 412              | 14 - 20 |

| Match | Date match  | Équipe         | Score          | Meilleur marqueur     | Meilleur rebondeur    | Meilleur passeur      | Lieux Spectateurs            | Série   |
| ----- | ----------- | -------------- | -------------- | --------------------- | --------------------- | --------------------- | ---------------------------- | ------- |
| 35    | 1er janvier | @ Détroit      | D 116-117 (OT) | Bryn Forbes (27)      | Jakob Pöltl (12)      | Derrick White (14)    | Little Caesars Arena 18 911  | 14 - 21 |
| 36    | 4 janvier   | @ Toronto      | D 104-129      | Jakob Pöltl (19)      | Jakob Pöltl (12)      | Quatre joueurs (4)    | Scotiabank Arena 0           | 14 - 22 |
| 37    | 5 janvier   | @ Boston       | V 99-97        | Dejounte Murray (22)  | Jakob Pöltl (14)      | Dejounte Murray (12)  | TD Garden 19 156             | 15 - 22 |
| 38    | 7 janvier   | @ Philadelphie | D 100-119      | Dejounte Murray (27)  | Jakob Pöltl (6)       | Dejounte Murray (9)   | Wells Fargo Center 20 265    | 15 - 23 |
| 39    | 9 janvier   | @ Brooklyn     | D 119-121 (OT) | Lonnie Walker IV (25) | Jakob Pöltl (12)      | Lonnie Walker IV (12) | Barclays Center 15 606       | 15 - 24 |
| 40    | 10 janvier  | @ New York     | D 96-111       | Dejounte Murray (24)  | Jakob Pöltl (10)      | Dejounte Murray (5)   | Madison Square Garden 16 569 | 15 - 25 |
| 41    | 12 janvier  | Houston        | D 124-128      | Dejounte Murray (32)  | Dejounte Murray (10)  | Dejounte Murray (11)  | AT&T Center 11 314           | 15 - 26 |
| 42    | 14 janvier  | Cleveland      | D 109-114      | Dejounte Murray (30)  | Dejounte Murray (14)  | Dejounte Murray (8)   | AT&T Center 12 160           | 15 - 27 |
| 43    | 15 janvier  | L.A. Clippers  | V 101-94       | Derrick White (19)    | Landale, Vassell (11) | Dejounte Murray (9)   | AT&T Center 13 223           | 16 - 27 |
| 44    | 17 janvier  | Phoenix        | D 107-121      | Jakob Pöltl (23)      | Jakob Pöltl (14)      | Derrick White (7)     | AT&T Center 10 422           | 16 - 28 |
| 45    | 19 janvier  | Oklahoma City  | V 118-96       | Dejounte Murray (23)  | Dejounte Murray (10)  | Dejounte Murray (14)  | AT&T Center 11 848           | 17 - 28 |
| 46    | 21 janvier  | Brooklyn       | D 102-117      | Dejounte Murray (25)  | Dejounte Murray (12)  | Dejounte Murray (10)  | AT&T Center 15 068           | 17 - 29 |
| 47    | 23 janvier  | Philadelphie   | D 109-115      | Jakob Pöltl (25)      | Jakob Pöltl (10)      | Dejounte Murray (12)  | AT&T Center 16 437           | 17 - 30 |
| 48    | 25 janvier  | @ Houston      | V 134-104      | Dejounte Murray (19)  | Eubanks, Pöltl (9)    | Dejounte Murray (10)  | Toyota Center 15 007         | 18 - 30 |
| 49    | 26 janvier  | Memphis        | D 110-118      | Devin Vassell (20)    | Dejounte Murray (10)  | Dejounte Murray (11)  | AT&T Center 14 662           | 18 - 31 |
| 50    | 28 janvier  | Chicago        | V 131-122      | Dejounte Murray (29)  | Jakob Pöltl (11)      | Dejounte Murray (12)  | AT&T Center 18 354           | 19 - 31 |
| 51    | 30 janvier  | @ Phoenix      | D 110-115      | Doug McDermott (24)   | Keldon Johnson (8)    | Tre Jones (9)         | Footprint Center 17 071      | 19 - 32 |

| Match                  | Date match  | Équipe                | Score           | Meilleur marqueur     | Meilleur rebondeur    | Meilleur passeur     | Lieux Spectateurs                 | Série   |
| ---------------------- | ----------- | --------------------- | --------------- | --------------------- | --------------------- | -------------------- | --------------------------------- | ------- |
| 52                     | 1er février | Golden State          | D 120-124       | Dejounte Murray (27)  | Dejounte Murray (9)   | Dejounte Murray (9)  | AT&T Center 17 070                | 19 - 33 |
| 53                     | 3 février   | Miami                 | D 95-112        | Derrick White (22)    | Thaddeus Young (8)    | Quatre joueurs (3)   | AT&T Center 14 971                | 19 - 34 |
| 54                     | 4 février   | Houston               | V 131-106       | Keldon Johnson (28)   | Jakob Pöltl (10)      | Dejounte Murray (11) | AT&T Center 15 344                | 20 - 34 |
| 55                     | 9 février   | @ Cleveland           | D 92-105        | Johnson, Vassell (18) | Jakob Pöltl (11)      | Dejounte Murray (9)  | Rocket Mortgage FieldHouse 19 432 | 20 - 35 |
| 56                     | 11 février  | @ Atlanta             | V 136-121       | Dejounte Murray (32)  | Dejounte Murray (10)  | Dejounte Murray (15) | State Farm Arena 17 234           | 21 - 35 |
| 57                     | 12 février  | @ La Nouvelle-Orléans | V 124-114       | Dejounte Murray (31)  | Jakob Pöltl (11)      | Dejounte Murray (12) | Smoothie King Center 16 615       | 22 - 35 |
| 58                     | 14 février  | @ Chicago             | D 109-120       | Lonnie Walker IV (21) | Jakob Pöltl (9)       | Dejounte Murray (11) | United Center 21 153              | 22 - 36 |
| 59                     | 16 février  | @ Oklahoma City       | V 114-106       | Keldon Johnson (22)   | Jakob Pöltl (17)      | Dejounte Murray (8)  | Paycom Center 14 920              | 23 - 36 |
| NBA All-Star Game 2022 |             |                       |                 |                       |                       |                      |                                   |         |
| 60                     | 25 février  | @ Washington          | V 157-153 (2OT) | Keldon Johnson (32)   | Dejounte Murray (13)  | Dejounte Murray (14) | Capital One Arena 15 302          | 24 - 36 |
| 61                     | 26 février  | @ Miami               | D 129-133       | Trois joueurs (22)    | Keita Bates-Diop (11) | Tre Jones (11)       | FTX Arena 19 677                  | 24 - 37 |
| 62                     | 28 février  | @ Memphis             | D 105-118       | Lonnie Walker IV (22) | Jakob Pöltl (10)      | Dejounte Murray (8)  | FedExForum 16 812                 | 24 - 38 |

| Match | Date match | Équipe                | Score     | Meilleur marqueur     | Meilleur rebondeur   | Meilleur passeur      | Lieux Spectateurs           | Série   |
| ----- | ---------- | --------------------- | --------- | --------------------- | -------------------- | --------------------- | --------------------------- | ------- |
| 63    | 3 mars     | Sacramento            | D 112-115 | Lonnie Walker IV (30) | Dejounte Murray (12) | Dejounte Murray (7)   | AT&T Center 13 049          | 24 - 39 |
| 64    | 5 mars     | @ Charlotte           | D 117-123 | Keldon Johnson (33)   | Zach Collins (10)    | Dejounte Murray (10)  | Spectrum Center 18 941      | 24 - 40 |
| 65    | 7 mars     | L.A. Lakers           | V 117-110 | Dejounte Murray (26)  | Dejounte Murray (10) | Dejounte Murray (8)   | AT&T Center 18 354          | 25 - 40 |
| 66    | 9 mars     | Toronto               | D 104-119 | Keldon Johnson (27)   | Jakob Pöltl (12)     | Dejounte Murray (12)  | AT&T Center 15 121          | 25 - 41 |
| 67    | 11 mars    | Utah                  | V 104-102 | Dejounte Murray (27)  | Jakob Pöltl (11)     | Dejounte Murray (4)   | AT&T Center 15 753          | 26 - 41 |
| 68    | 12 mars    | Indiana               | D 108-119 | Jock Landale (26)     | Tre Jones (10)       | Tre Jones (12)        | AT&T Center 14 605          | 26 - 42 |
| 69    | 14 mars    | Minnesota             | D 139-149 | Keldon Johnson (34)   | Keldon Johnson (8)   | Dejounte Murray (12)  | AT&T Center 14 143          | 26 - 43 |
| 70    | 16 mars    | Oklahoma City         | V 122-120 | Dejounte Murray (26)  | Jakob Pöltl (14)     | Dejounte Murray (12)  | AT&T Center 14 994          | 27 - 43 |
| 71    | 18 mars    | La Nouvelle-Orléans   | D 91-124  | Devin Vassell (18)    | Dejounte Murray (9)  | Dejounte Murray (5)   | AT&T Center 18 354          | 27 - 44 |
| 72    | 20 mars    | @ Golden State        | V 110-108 | Josh Richardson (25)  | Jakob Pöltl (14)     | Dejounte Murray (8)   | Chase Center 18 064         | 28 - 44 |
| 73    | 23 mars    | @ Portland            | V 133-96  | Dejounte Murray (28)  | Collins, Pöltl (9)   | Tre Jones (9)         | Moda Center 16 610          | 29 - 44 |
| 74    | 26 mars    | @ La Nouvelle-Orléans | V 107-103 | Keldon Johnson (21)   | Murray, Pöltl (11)   | Dejounte Murray (13)  | Smoothie King Center 13 097 | 30 - 44 |
| 75    | 28 mars    | @ Houston             | V 123-120 | Dejounte Murray (33)  | Jakob Pöltl (13)     | Dejounte Murray (11)  | Toyota Center 18 055        | 31 - 44 |
| 76    | 30 mars    | Memphis               | D 111-112 | Dejounte Murray (33)  | Dejounte Murray (13) | Pöltl, Richardson (5) | AT&T Center 15 821          | 31 - 45 |

| Match | Date match | Équipe       | Score     | Meilleur marqueur     | Meilleur rebondeur    | Meilleur passeur    | Lieux Spectateurs               | Série   |
| ----- | ---------- | ------------ | --------- | --------------------- | --------------------- | ------------------- | ------------------------------- | ------- |
| 77    | 1er avril  | Portland     | V 130-111 | Devin Vassell (22)    | Zach Collins (9)      | Tre Jones (9)       | AT&T Center 17 512              | 32 - 45 |
| 78    | 3 avril    | Portland     | V 113-92  | Keldon Johnson (28)   | Zach Collins (13)     | Tre Jones (7)       | AT&T Center 15 816              | 33 - 45 |
| 79    | 5 avril    | @ Denver     | V 116-97  | Johnson, Vassell (20) | Trois joueurs (8)     | Tre Jones (10)      | Ball Arena 17 037               | 34 - 45 |
| 80    | 7 avril    | @ Minnesota  | D 121-127 | Keldon Johnson (20)   | Jakob Pöltl (17)      | Tre Jones (8)       | Target Center 17 136            | 34 - 46 |
| 81    | 9 avril    | Golden State | D 94-100  | Lonnie Walker IV (24) | Collins, Landale (11) | Tre Jones (7)       | AT&T Center 18 627              | 34 - 47 |
| 82    | 10 avril   | @ Dallas     | D 120-130 | Keldon Johnson (24)   | Jakob Pöltl (10)      | Dejounte Murray (7) | American Airlines Center 20 270 | 34 - 48 |

### Play-in tournament
| Play-in Total: 0-1 (Domicile : 0-0; Extérieur : 0-1) |

| Match | Date match | Équipe                | Score     | Meilleur marqueur  | Meilleur rebondeur | Meilleur passeur    | Lieux Spectateurs           | Série |
| ----- | ---------- | --------------------- | --------- | ------------------ | ------------------ | ------------------- | --------------------------- | ----- |
| 1     | 13 avril   | @ La Nouvelle-Orléans | D 103-113 | Devin Vassell (23) | Murray, Pöltl (9)  | Dejounte Murray (5) | Smoothie King Center 18 610 | 0 - 1 |

### Confrontations en saison régulière
| Conférence Est      | Conférence Est                              | Conférence Est                              | Conférence Ouest                            | Conférence Ouest                            | Conférence Ouest                            | Conférence Ouest                            | Conférence Ouest                            |
| Division Atlantique | Division Atlantique                         | Division Atlantique                         | Division Nord-Ouest                         | Division Nord-Ouest                         | Division Nord-Ouest                         | Division Nord-Ouest                         | Division Nord-Ouest                         |
| Équipe              | Domicile                                    | Extérieur                                   | Équipe                                      | Domicile                                    | Domicile                                    | Extérieur                                   | Extérieur                                   |
| ------------------- | ------------------------------------------- | ------------------------------------------- | ------------------------------------------- | ------------------------------------------- | ------------------------------------------- | ------------------------------------------- | ------------------------------------------- |
| Boston              | 96-88                                       | 99-97                                       | Denver                                      | 123-111                                     | 112-127                                     | 96-102                                      | 116-97                                      |
| Brooklyn            | 102-117                                     | 119-121 (OT)                                | Minnesota                                   | 139-149                                     |                                             | 90-115                                      | 121-127                                     |
| New York            | 109-121                                     | 96-111                                      | Oklahoma City                               | 118-96                                      | 122-120                                     | 94-99                                       | 114-106                                     |
| Philadelphie        | 109-115                                     | 100-119                                     | Portland                                    | 130-111                                     | 113-92                                      | 114-83                                      | 133-96                                      |
| Toronto             | 104-119                                     | 104-129                                     | Utah                                        | 104-110                                     | 104-102                                     | 128-126                                     |                                             |
|                     | 1-4                                         | 1-4                                         |                                             | 6-3                                         | 6-3                                         | 5-4                                         | 5-4                                         |
| Division            | 2-8                                         | 2-8                                         | Division                                    | 11-7                                        | 11-7                                        | 11-7                                        | 11-7                                        |
| Division Centrale   | Division Centrale                           | Division Centrale                           | Division Pacifique                          | Division Pacifique                          | Division Pacifique                          | Division Pacifique                          | Division Pacifique                          |
| Équipe              | Domicile                                    | Extérieur                                   | Équipe                                      | Domicile                                    | Domicile                                    | Extérieur                                   | Extérieur                                   |
| Chicago             | 131-122                                     | 109-120                                     | Golden State                                | 120-124                                     | 94-100                                      | 112-107                                     | 110-108                                     |
| Cleveland           | 109-114                                     | 92-105                                      | L.A. Clippers                               | 101-94                                      |                                             | 92-106                                      | 116-92                                      |
| Detroit             | 144-109                                     | 116-117 (OT)                                | L.A. Lakers                                 | 121-125 (OT)                                | 117-110                                     | 106-114                                     | 138-110                                     |
| Indiana             | 108-119                                     | 118-131                                     | Phoenix                                     | 111-115                                     | 107-121                                     | 104-108                                     | 110-115                                     |
| Milwaukee           | 111-121                                     | 102-93                                      | Sacramento                                  | 136-117                                     | 112-115                                     | 114-121                                     |                                             |
|                     | 2-3                                         | 1-4                                         |                                             | 3-6                                         | 3-6                                         | 4-5                                         | 4-5                                         |
| Division            | 3-7                                         | 3-7                                         | Division                                    | 7-11                                        | 7-11                                        | 7-11                                        | 7-11                                        |
| Division Sud-Est    | Division Sud-Est                            | Division Sud-Est                            | Division Sud-Ouest                          | Division Sud-Ouest                          | Division Sud-Ouest                          | Division Sud-Ouest                          | Division Sud-Ouest                          |
| Équipe              | Domicile                                    | Extérieur                                   | Équipe                                      | Domicile                                    | Domicile                                    | Extérieur                                   | Extérieur                                   |
| Atlanta             | 106-124                                     | 136-121                                     | Dallas                                      | 108-109                                     | 109-123                                     | 99-104                                      |                                             |
| Charlotte           | 115-131                                     | 117-123                                     | Houston                                     | 124-128                                     | 131-106                                     | 134-104                                     | 123-120                                     |
| Miami               | 95-112                                      | 129-133                                     | Memphis                                     | 110-118                                     | 111-112                                     | 105-118                                     | 105-118                                     |
| Orlando             | 123-97                                      | 102-89                                      | New Orleans                                 | 112-97                                      | 91-124                                      | 124-114                                     | 107-103                                     |
| Washington          | 116-99                                      | 157-153 (2OT)                               |                                             |                                             |                                             |                                             |                                             |
|                     | 2-3                                         | 3-2                                         |                                             | 2-6                                         | 2-6                                         | 4-3                                         | 4-3                                         |
| Division            | 5-5                                         | 5-5                                         | Division                                    | 6-9                                         | 6-9                                         | 6-9                                         | 6-9                                         |
| Conférence          | 10-20 (Domicile : 5-10; Extérieur : 5-10)   | 10-20 (Domicile : 5-10; Extérieur : 5-10)   | Conférence                                  | 24-27 (Domicile : 11-15; Extérieur : 13-12) | 24-27 (Domicile : 11-15; Extérieur : 13-12) | 24-27 (Domicile : 11-15; Extérieur : 13-12) | 24-27 (Domicile : 11-15; Extérieur : 13-12) |
| Total               | 34-47 (Domicile : 16-25; Extérieur : 18-22) | 34-47 (Domicile : 16-25; Extérieur : 18-22) | 34-47 (Domicile : 16-25; Extérieur : 18-22) | 34-47 (Domicile : 16-25; Extérieur : 18-22) | 34-47 (Domicile : 16-25; Extérieur : 18-22) | 34-47 (Domicile : 16-25; Extérieur : 18-22) | 34-47 (Domicile : 16-25; Extérieur : 18-22) |

## Classements
| Conférence Ouest | Conférence Ouest                    | Conférence Ouest | Conférence Ouest | Conférence Ouest | Conférence Ouest | Conférence Ouest | Conférence Ouest |
| No               | Franchise                           | Vic.             | Def.             | MJ               | V/D              | GB               |                  |
| ---------------- | ----------------------------------- | ---------------- | ---------------- | ---------------- | ---------------- | ---------------- | ---------------- |
| 1                | z - Suns de Phoenix                 | 64               | 18               | 82               | .780             | –                |                  |
| 2                | y - Grizzlies de Memphis            | 56               | 26               | 82               | .683             | 8                |                  |
| 3                | x - Warriors de Golden State        | 53               | 29               | 82               | .646             | 11               |                  |
| 4                | x - Mavericks de Dallas             | 52               | 30               | 82               | .634             | 12               |                  |
| 5                | y - Jazz de l'Utah                  | 49               | 33               | 82               | .598             | 15               |                  |
| 6                | x - Nuggets de Denver               | 48               | 34               | 82               | .585             | 16               |                  |
|                  |                                     |                  |                  |                  |                  |                  |                  |
| 7                | x - Timberwolves du Minnesota       | 46               | 36               | 82               | .561             | 18               |                  |
| 8                | pi - Clippers de Los Angeles        | 42               | 40               | 82               | .512             | 22               |                  |
| 9                | x - Pelicans de La Nouvelle-Orléans | 36               | 46               | 82               | .439             | 28               |                  |
| 10               | pi - Spurs de San Antonio           | 34               | 48               | 82               | .415             | 30               |                  |
|                  |                                     |                  |                  |                  |                  |                  |                  |
| 11               | o - Lakers de Los Angeles           | 33               | 49               | 82               | .402             | 31               |                  |
| 12               | o - Kings de Sacramento             | 30               | 52               | 82               | .366             | 34               |                  |
| 13               | o - Trail Blazers de Portland       | 27               | 55               | 82               | .329             | 37               |                  |
| 14               | o - Thunder d'Oklahoma City         | 24               | 58               | 82               | .293             | 40               |                  |
| 15               | o - Rockets de Houston              | 20               | 62               | 82               | .244             | 44               |                  |

| Division Sud-Ouest           | V  | D  | MJ | V/D  | GB | Dom   | Ext   | Div  |
| ---------------------------- | -- | -- | -- | ---- | -- | ----- | ----- | ---- |
| y - Grizzlies de Memphis     | 56 | 26 | 82 | .683 | –  | 30–11 | 26–15 | 11–5 |
| x - Mavericks de Dallas      | 52 | 30 | 82 | .634 | 4  | 29–12 | 23–18 | 14–2 |
| x - Pelicans de Nlle-Orléans | 36 | 46 | 82 | .439 | 20 | 19–22 | 17–24 | 6–10 |
| o - Spurs de San Antonio     | 34 | 48 | 82 | .415 | 22 | 16–25 | 18–23 | 6–10 |
| o - Rockets de Houston       | 20 | 62 | 82 | .244 | 36 | 11–30 | 9–32  | 3–13 |